# Би Нгуен
Би Нгуйен (на английски: Bi Nguyen), известна с прякора Пчела убиец (Killer Bee),, е американска спортистка – боец по смесени бойни изкуства която се състезава в ONE Championship.
Известна е още с участието се в реалити-шоуто „Сървайвър“ на CBS.
Родена е в селски район във Виетнам на 30 октомври 1989 г.. Когато е на 6-годишна възраст, семейството ѝ се премества да живее в щата Калифорния (САЩ).
През 2016 г. Нгуен прави професионалния си MMA дебют. През 2019 г. подписва договор за представяне в ONE Championship – най-престижната организация за смесени бойни изкуства в Азия.